# ジョシュ・ダウンズ
ジョシュ・ダウンズ（Josh Downs, 2001年8月12日 - ）は、アメリカ合衆国ジョージア州スワニー出身のプロアメリカンフットボール選手。NFLのインディアナポリス・コルツに所属している。ポジションはワイドレシーバー。

## 経歴

### カレッジ
ノースカロライナ大学では2年目の2021年シーズンからエースとして活躍し、101レシーブ、1,335レシーブ獲得ヤード、8つのレシービングTDを記録。オールACCファーストチームに選出された。
2022年シーズンは94レシーブ、1,025レシーブ獲得ヤード、11のレシービングTDを記録し、2年連続でオールACCファーストチームに選出された。シーズン終了後、2023年のNFLドラフトにアーリーエントリーした。

#### 個人成績
| シーズン | G  | Rec | Yards | Avg  | TDs |
| -------- | -- | --- | ----- | ---- | --- |
| 2020     | 10 | 7   | 119   | 17.0 | 3   |
| 2021     | 13 | 101 | 1,335 | 13.2 | 8   |
| 2022     | 11 | 94  | 1,029 | 10.9 | 11  |
| 通算     | 34 | 202 | 2,483 | 12.3 | 22  |

## 家族
父のゲイリー・ダウンズ、叔父のドレ・ブライはいずれも元NFL選手である。